# Gymplatanthera chodatii
Gymplatanthera chodatii là một loài thực vật có hoa trong họ Lan. Loài này được (Lendn. ex Schroet.) E.G.Camus, Bergon & A.Camus mô tả khoa học đầu tiên năm 1908.